# Ca l'Isidre de Dalt
Ca l'Isidre de Dalt o Cal Zidret Nou és una masia a Bigues (poble del Vallès) al sector central-septentrional del terme municipal de Bigues i Riells del Fai, al nord de la urbanització de Can Barri i al nord-est de la Parròquia de Bigues i de l'església parroquial de Sant Pere de Bigues. El Camí de Puiggraciós passa pels costats oest i nord de la masia, al voltant de les quals hi ha les Granges de l'Isidret de Dalt, especialitzades sobretot en cavalls. Són a llevant de Can Met i de les Granges de Can Puig, al nord-est de Can Benet i de Can Frare i al nord-oest de Can Boter i de Can Mai-hi-són. Està inclosa en el Catàleg de masies i cases rurals de Bigues i Riells del Fai.